# Carl Reinecke
Carl Heinrich Carsten Reinecke (Altona, 23 juni 1824 - Leipzig, 10 maart 1910) was een Duits componist, dirigent en pianist.

## Levensloop
Zijn geboorteplaats Altona maakte destijds deel uit van Denemarken. Hij was de zoon van de muziekleraar Johann Peter Rudolph Reinecke. Carl begon met componeren toen hij zeven jaar oud was. Vijf jaar later was zijn eerste optreden als pianist.
Reineckes eerste tournee in 1843 leidde tot zijn aanstelling als pianist aan het hof van Christiaan VIII in Kopenhagen (1846-48). Hij schreef vier concerten voor zijn instrument en vele cadensen voor concerten van andere componisten (deels gepubliceerd als opus 87). Hij schreef verder concerten voor viool, cello, harp en fluit.
In 1851 werd hij docent aan het Conservatorium van Keulen. Daarna werd hij benoemd tot muzikaal leider in Barmen en tot muzikaal leider en dirigent van de Singakademie in Breslau.
In 1860 werd Reinecke benoemd tot dirigent van het Gewandhausorchester in Leipzig en docent compositie en piano aan het conservatorium van Leipzig. Hij leidde het orkest tot 1895. Hij dirigeerde er onder andere de première van de definitieve zevendelige versie van Ein deutsches Requiem van Johannes Brahms in 1869.
In 1865 speelde het Gewandhaus-kwartet de première van zijn pianokwintet en in 1892 zijn strijkkwartet in D-majeur.
Honderd jaar na zijn dood zijn de bekendste composities van Reinecke wellicht die voor fluit: de fluitsonate Undine, zijn fluitconcert en de Ballade voor fluit en orkest. Hij was echter een van de invloedrijkste en meest veelzijdige musici van zijn tijd. Hij was meer dan 35 jaar docent. Tot zijn leerlingen behoorden onder anderen Edvard Grieg, Basil Harwood, Christian Sinding, Leoš Janáček, Isaac Albéniz, Jan Blockx, Emil Nikolaus von Rezniček, Johan Svendsen, Richard Franck, Felix Weingartner, Max Bruch, Cornelis Dopper, Mikalojus Konstantinas Čiurlionis en Leander Schlegel.
Na zijn pensioen besteedde hij al zijn tijd aan het componeren. Hij schreef meer dan driehonderd gepubliceerde werken, waaronder een aantal opera's (die geen van alle meer worden uitgevoerd). Reinecke stierf toen hij 85 was in Leipzig.

## Enkele werken

### Opera
- König Manfred, komische opera, 1867
- Ein Abenteuer Händels, operette, 1874
- Auf hohen Befehl, komische opera, 1886
- Der Gouverneur von Tours, komische opera, 1891

### Orkestwerken
- symfonie nr. 1 in A-majeur, opus 79, 1858
- symfonie nr. 2 in c-mineur, Hakon Jarl, opus 134, 1874
- symfonie nr. 3 in g-mineur, opus 227 (ca. 1895)
- celloconcert in d-mineur, opus 82, 1864
- vioolconcert in g-mineur, opus 141, 1876
- harpconcert in e-mineur, opus 182, 1884
- fluitconcert in D-majeur, opus 283
- Ballade voor fluit en orkest, opus 288
- pianoconcert nr. 1 in fis-mineur, opus 72, 1860
- pianoconcert nr. 2 in e-mineur, opus 120, 1872
- pianoconcert nr. 3 in C-majeur, opus 144, 1877
- pianoconcert nr. 4 in b-mineur, opus 254, 1900
- strijkerserenade in g-mineur, opus 242, ca. 1898

### Kamermuziek
- pianokwartet in Es, opus 34, 1844
- pianokwartet "in lichte stijl", opus 272, 1904
- pianokwintet in A, opus 83, 1866
- pianotrio opus 230
- drie lichte pianotrio's opus 159a
- vijf strijkkwartetten (opus 16 in Es, 1843; opus 30 in F, 1851; opus 132 in C, 1874; opus 211 in D-majeur, 1890; en opus 287)
- trio voor piano, hobo en hoorn in a-mineur, opus 188, 1886
- trio voor piano, klarinet en altviool in A, opus 264
- trio voor piano, klarinet en hoorn in Bes, opus 274, 1905
- blaasoctet in Bes, opus 216, 1892
- sextet voor fluit, hobo, klarinet, 2 hoorns en fagot in Bes, opus 271
- orgelsonate opus 284
- pianosonate voor de linkerhand opus 179, 1884
- strijktrio in c-mineur opus 249
- fluitsonate Undine opus 167, 1882
- vioolsonate
- drie cellosonates (in a-mineur opus 42 1847-8; D-majeur opus 89, 1866; en G-majeur opus 238)
- drie fantasiestukken voor altviool en piano opus 43